# Ascidia pygmaea
Ascidia pygmaea is een zakpijpensoort uit de familie van de Ascidiidae. De wetenschappelijke naam van de soort is voor het eerst geldig gepubliceerd in 1918 door Michaelsen.